# Grades de la police (Belgique)
Pour les articles homonymes, voir Grades de la police (homonymie).
Les grades de la police belge, sont les degrés marquant la hiérarchie et les fonctions des différents personnels de la police belge, tant fonctionnaires qu'agents contractuels. Ces grades sont représentés par des couronnes dorées pour les officiers, des couronnes, des étoiles, des barres verticales ou obliques argentées pour les autres grades. Ces insignes sont brodés sur un écusson placé en plastron ou en épaulettes sur le costume.
Ces grades sont entrés en vigueur le 30 avril 2002 à la suite de la publication au Moniteur belge de la loi le 26 avril 2002, et dans la continuité de la réforme des polices mise en œuvre le 1er janvier 2001 qui fait fusionner les trois différentes forces de police du pays à l'époque (la police communale, la police judiciaire et la gendarmerie).

## Les grades policiers du Cadre opérationnel
Il existe 6 grades policiers (locaux ou fédéraux) dans la police belge, repris dans 3 cadres différents pour les fonctionnaires de police et 2 cadres pour les agents,,. Le grade du membre du personnel avec treize ans d'ancienneté de grade est précédé du qualificatif de « premier ».

### Cadreofficier
| Désignation                                 | Insigne fédéral | Insigne local |
| ------------------------------------------- | --------------- | ------------- |
| Premier Commissaire Divisionnaire de Police | 1CDP polfed     |               |
| Commissaire Divisionnaire de Police         | CDP polfed      | CDP polloc    |
| Premier Commissaire de Police               | 1CP polfed      |               |
| Commissaire de Police                       | CP polfed       | CP polloc     |
| Aspirant Commissaire de Police              | ACP polfed      | ACP polloc    |

Commissaire : nouveau grade regroupant les anciens grades de commissaire adjoint, commissaire adjoint inspecteur, commissaire adjoint inspecteur principal, commissaire de police et commissaire en chef de police des petites villes; commissaires à la Police judiciaire près les parquets; sous-lieutenant, lieutenant, capitaine, capitaine-commandant de gendarmerie; adjudant et adjudant-chef commandant une brigade de gendarmerie, garde champêtre unique et garde champêtre en chef de la police rurale.
Commissaire divisionnaire : nouveau grade regroupant les anciens grades de commissaire et commissaire en chef de police des grandes villes; commissaires divisionnaires « D », commissaires généraux adjoints et commissaire général à la Police judiciaire près les parquets; major, lieutenant-colonel, colonel, général-major, lieutenant-général de gendarmerie.
On parle également du grade de Commissaire de police de première classe, regroupant les commissaires divisionnaires « C » à la Police judiciaire près les parquets. Ce grade est en voie d'extinction.

### Cadre moyen
| Désignation                             | Insigne fédéral | Insigne local |
| --------------------------------------- | --------------- | ------------- |
| Premier Inspecteur principal de Police  | 1INPP polfed    |               |
| Inspecteur principal de Police          | INPP polfed     | INPP polloc   |
| Aspirant Inspecteur Principal de Police | AINPP polfed    | AINPP polloc  |

Anciennement Sous-Officier d'Élite, pour ce qui concerne l'ancienne gendarmerie, cadre regroupant les anciens grades d'inspecteur, inspecteur principal et inspecteur principal de 1re classe de la police communale ; maréchal des logis chef, 1er maréchal des logis chef, adjudant et adjudant chef de gendarmerie non commandants de brigade ; les grades d'inspecteur, inspecteur principal et inspecteur divisionnaire de la police judiciaire.
En principe, les INPP sont tous OPJAPR, soit officiers de police judiciaire. Cependant, les inspecteurs et inspecteurs principaux de l'ancienne Police communale ne sont pas officiers de police judiciaire (OPJ). Depuis la réforme, certains fonctionnaires ont suivi la formation OPJ. Il reste ainsi encore des INPP n'ayant pas la qualité d'officier de police judiciaire. Certes, c'est une observation en voie d'extinction.

### Cadre de base
| Désignation                   | Insigne fédéral | Insigne local |
| ----------------------------- | --------------- | ------------- |
| Premier Inspecteur de Police  |                 |               |
| Inspecteur de Police          | INP polfed      | INP polloc    |
| Aspirant Inspecteur de Police | AINP polfed     | AINP polloc   |

Anciennement Sous-Officier pour ce qui concerne l'ancienne gendarmerie, cadre regroupant les anciens grades d'agents, brigadiers et brigadiers principaux de police ; gendarme, brigadier, maréchal des logis et 1er maréchal des logis de gendarmerie; garde-champêtre de la police rurale.
Les membres du cadre de base ayant une fonction au sein d'un service d'enquête fédéral ou local doivent avoir la qualité d'OPJ/APR après une incorporation dans le service en 2019. Le personnel en place avant cette date est depuis tenu de suivre une formation afin d'obtenir la qualité.

### Cadre des agents

#### Agents de sécurisation (uniquement à la Police fédérale)
| Désignation                                     | Insigne Fédéral |
| ----------------------------------------------- | --------------- |
| Premier Coordonnateur de Sécurisation de Police |                 |
| Coordonnateur de Sécurisation de Police         |                 |
| Premier Assistant de Sécurisation de Police     |                 |
| Assistant de Sécurisation de Police             |                 |
| Aspirant Assistant de Sécurisation de Police    |                 |
| Premier Agent de Sécurisation de Police         |                 |
| Agent de Sécurisation de Police                 |                 |
| Aspirant Agent de Sécurisation de Police        |                 |

- Missions consistant à sécuriser : les sites nucléaires ; les infrastructures de l’aéroport de Bruxelles-National ; les institutions nationales, internationales et européennes, les infrastructures critiques, les infrastructures du SHAPE, les infrastructures de l’OTAN, les palais royaux ainsi que les opérations ponctuelles de police.

- Missions consistant à assurer : le transfert des détenus ; la police des cours et tribunaux ; les patrouilles de sécurisation (sites nucléaires, aéroports, ambassades, etc.) ; l’ordre public en cas d’incidents ; la sécurisation des installations et des biens (sites nucléaires) ; l’intervention lors d’incidents avec des passagers ; la réalisation d’escortes protocolaires.

#### Agent de police
| Désignation              | Insigne Fédéral | Insigne Local |
| ------------------------ | --------------- | ------------- |
| Premier Agent de Police  | 1AGP polfed     |               |
| Agent de Police          | AGP polfed      | AGP polfed    |
| Aspirant Agent de Police | AAGP polfed     | AAGP polloc   |

### Remarques
- Les grades d'aspirant sont les grades de formation dans chaque cadre.
- Les agents de police ne sont pas fonctionnaires de police, ont un armement égal à celui des fonctionnaires de police depuis 2016 mais ne possèdent pas toutes les compétences de police dévolues aux autres cadres. Principalement présents au sein de la police locale, seule la police aéronautique de Zaventem en accueille un certain nombre pour ce qui concerne la police fédérale.

## Les grades civils du Cadre administratif et logistique
Les grades civils ne sont pas des grades hiérarchiques. Ils servent plutôt à distinguer le type de fonction occupée par le membre du personnel.
Il existe 4 groupes de grades civils dans la police belge, appelés niveaux. Ces niveaux correspondent à ceux en vigueur dans la fonction publique belge. Chaque niveau possède des grades communs, applicables à la plupart des membres, ainsi que des grades spécifiques, applicables à certains emplois spécialisés.

### Le niveau A
Les membres du niveau A sont ceux détenteurs d'un diplôme universitaire ou d'enseignement supérieur de type long (licence ou master, maîtrise).
| Grade commun | Grades spécifiques                                                        |
| ------------ | ------------------------------------------------------------------------- |
| - Conseiller | - Conseiller-ICT - Juriste - Ingénieur - Médecin - Dentiste - Vétérinaire |

### Le niveau B
Les membres du niveau B sont ceux détenteurs d'un diplôme d'enseignement supérieur de type court (bachelier de qualification ou de transition, ainsi que les anciens diplômes de régendat, graduat ou candidature). Certains consultants disposent de la qualité d'OPJ (officier de police judiciaire) limitée. C'est notamment le cas de certains consultants laborantins.
| Grade commun | Grades spécifiques |
| ------------ | --- |
| - Consultant | - Secrétaire de direction. - Traducteur. - Photographe. - Consultant ICT. - Consultant technique. - Assistant social. - Comptable. - Infirmier. - Laborantin. - Consultant en communication. |

### Le niveau C
Les membres du niveau C sont ceux détenteurs d'un diplôme d'enseignement secondaire supérieur.
| Grade commun | Grades spécifiques                     |
| ------------ | -------------------------------------- |
| - Assistant  | - Assistant ICT. - Ouvrier spécialisé. |

### Le niveau D
Les membres du niveau D sont ceux détenteurs d'un diplôme d'enseignement secondaire inférieur ou sans diplôme.
| Grades communs                                          | Grade spécifique  |
| ------------------------------------------------------- | ----------------- |
| - Auxiliaire. - Ouvrier. - Employé. - Ouvrier qualifié. | - Technicien-ICT. |